# Monopteros gigas
Monopteros gigas è un pesce osseo estinto, appartenente agli osteoglossiformi. Visse nell'Eocene medio (circa 48 – 50 milioni di anni fa) e i suoi resti fossili sono stati ritrovati in Italia, nel famoso giacimento di Bolca.

## Descrizione
Questo pesce era di grosse dimensioni, e poteva superare il metro di lunghezza. Era dotato di una grossa testa e di grandi pinne pettorali, mentre le pinne pelviche erano minuscole. Come molti osteoglossiformi, Monopteros era dotato di molte vertebre e costole molto lunghe, così come di scaglie cicloidi (alcune delle quali dotate di un’ornamentazione tubercolare a “squamule”); la pinna dorsale era sostanzialmente opposta a quella anale.

## Classificazione
Descritto per la prima volta nel 1796 da Giovanni Serafino Volta, Monopteros gigas è un pesce ancora poco conosciuto: i suoi resti fossili sono stati ritrovati nella famosa Pesciara di Bolca in provincia di Verona, ma i suoi fossili sono tutt’altro che ben conservati, e conservano a malapena i dettagli della linea esterna del corpo. Secondo classificazioni più recenti, Monopteros sarebbe un rappresentante degli osteoglossiformi, un gruppo di pesci attualmente presenti nei sistemi fluviali e rappresentati anche da forme di grandi dimensioni, come l’arapaima (Taverne, 1998).